# 韓国棋院選手権戦
韓国棋院選手権戦（かんこくきいんせんしゅけんせん、한국기원선수권전）は、韓国の囲碁の棋戦。1969年に開催、後に1977年から78年まで計3期行われた。
- 主催 慶南毎日新聞

## 優勝者と決勝戦
（左が勝者）
1. 1969年 高在熙
2. 1977年 高在煕 2-1 洪太善
3. 1978年 高在煕